# Mars RK
Mars RK— колишня українська чартерна авіакомпанія зі штаб-квартирою в Києві, що існувала у 2001—2018 роках. Базовий аеропорт— «Київ».

## Історія

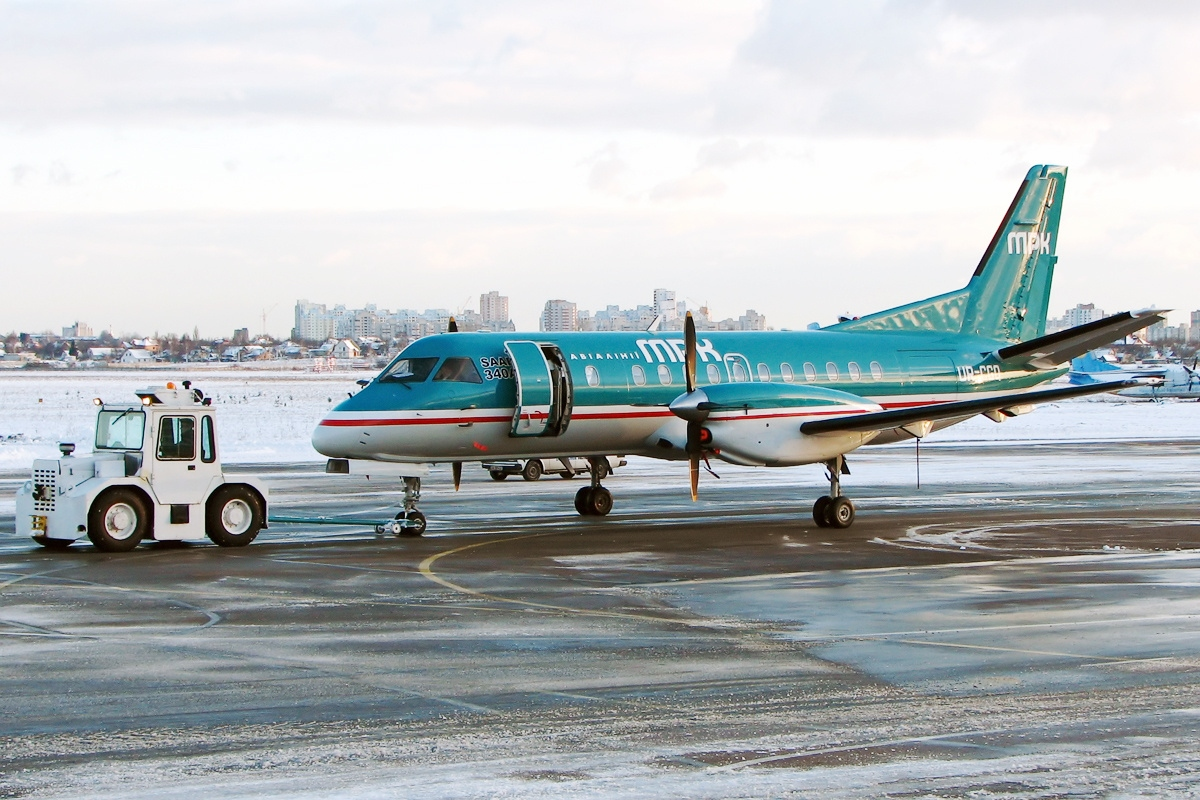
Saab 340A в аеропорту Бориспіль

Авіакомпанія Mars RK була створена в 1996 ріку, але тільки в 2005 ріку почала здійснювати свої перші польоти. Базовий аеропорт знаходиться у Борисполі. Перевізник здійснює регулярні пасажирські рейси та доставку вантажів. Крім того, пропонує такі види послуг: чартерні перевезення, оренда літак та авіатаксі. Перший рейс був виконаний на літаку Ан-24 в  Єреван. Компанія припинила свою діяльність у 2018 ріку.

## Флот
Станом на 2013 рік:
- 2 Saab 340
- 2 Diamond DA42.

У 2012 році компанія уклала угоду про купівлю трьох літаків Xian MA60.

## Пункти призначення
Авіакомпанія МАРС РК виконувала регулярні рейси до: (станом на липень 2007 року)
По Україні:
- Харків, Київ, Кривий Ріг, Одеса, Сімферополь, Ужгород.

За кордоном:
- Кутаїсі, Єреван.